# Carl Klings
Carl Klings (geboren am 3. März 1828 in Wald bei Solingen; gestorben nach 1900) war ein deutscher Messerschmied und Sozialist.

## Leben
Carl Klings war der Sohn von Johann Peter Klings und Johanna Maria Hallbach und wurde am 24. März 1828 getauft. Er lebte ab 1846 mit seiner Familie in der Dorper Hofschaft Grunenburg und war führend an den Solinger Unruhen vom 16. und 17. März 1849 beteiligt. Im Januar 1851 sprach Peter Gerhard Roeser vor zahlreichen Arbeitern in Solingen, die in Verbindung mit dem Bund der Kommunisten in Köln standen. Der Solinger Revolutionär Hermann Madenheim übergab ihm 1851 u. a. die Gesammelten Aufsätze von Karl Marx. Klings organisierte verschiedene Veranstaltungen und Versammlungen von Arbeitern in den Jahren 1855 bis 1857. Im Juli 1861 gründete er den Arbeiterbildungsverein in Solingen. Im März 1862 gründete Klings in Solingen einen Arbeiterkonsumverein, deren Geschäftsführer er wurde. Am 11. April 1863 billigte die Generalversammlung des Solinger Arbeiterbildungsvereins das Offene Antwortschreiben des Leipziger Zentralkomitees. Carl Klings wurde in den siebzehnköpfigen Vorstand des ADAV gewählt. Am 14. Juni 1863 wurde eine Gemeinde des Allgemeinen Deutschen Arbeitervereins in Solingen gebildet. Am 27. September 1863 hielt Ferdinand Lassalle eine Versammlung in Solingen ab, die wegen Störungen durch Anhänger der Deutschen Fortschrittspartei polizeilich aufgelöst wurde. Nach dem Tode von Lassalle wandte sich Klings am 28. September 1864 an Karl Marx mit der Frage, wer als Nachfolger von Lassalle geeignete wäre: Bernhard Becker oder Moses Hess. Marx antwortete: „Beide sind ehrlich. Keiner derselben ist fähig, eine bedeutende Bewegung zu lenken.“ In den nachfolgenden Kämpfen innerhalb des ADAV stand Siebel gegen den Präsidenten Becker und unterstützte Sophie von Hatzfeldt. Gleichzeitig wird berichtet, dass er „mit Glut und Blut“ zu Marx und Friedrich Engels stand.
1869 wanderte Carl Klings mit seiner Familie in die USA aus. Im März 1872 hielt er vor den deutschen Genossen eine Rede zum Andenken an die Pariser Kommune. Im Sommer 1872 vertrat er eine der drei deutschsprachigen Chicagoer Sektionen auf dem ersten Föderal-Kongress der Internationale in New York.
Wilhelm Liebknecht, der zahlreiche Artikel für den Workingmen’s Advocat geschrieben hatte, bat über Friedrich Adolf Sorge Klings, seine Beiträge auch bezahlt zu bekommen.
In Chicago gründete er 1874 die Zeitung „Vorbote“. Er war Mitglied der „The Workingmen’s Party of Illinois“, die sozialistische Ziele verfolgte. und der 1876 gegründeten „Workingmen’s Party of the United States“ (WPUS). 1870 gründete er die Wochenzeitung „Der Deutsche Arbeiter“.
Er nahm 1874 die amerikanische Staatsbürgerschaft an. Bei der Volkszählung 1880 in Cook im Bundesstaat Illinois bestand die Familie von Karl Klings aus seiner Frau Bertha (geboren 1830), der Tochter Hulda (geboren 1863) und den Söhnen Carl (geboren 1865) und Max (geboren 1877). In der Volkszählung von 1900 wohnte er „Ward 9, Cook, Illinois“. In der nächsten Volkszählung ist er nicht mehr erfasst. Vermutlich starb er zwischen 1901 und 1910.